# Antena 3 (Rumunia)
Antena 3 – rumuńska stacja telewizyjna o charakterze informacyjnym. Została uruchomiona w 2005 roku.